# Майкл Гестер
Майкл Гестер (англ. Michael Hester, нар. 2 травня 1972) — новозеландський футбольний арбітр. Арбітр ФІФА з 2007 року. Обслуговує матчі чемпіонату Австралії. Обслуговував декілька матчів на Олімпіаді в Пекіні. Обраний для проведення матчів чемпіонату світу 2010.
Працює морським офіцером.